# ジョナサン・バーンズ
ジョナサン・バーンズ FBA (Jonathan Barnes, 1942年12月26日 - ) は、イギリスの古代ギリシア哲学研究者。小説家ジュリアン・バーンズの兄。

## 経歴
1942年シュロップシャーのウェンロックに生まれる。オックスフォード大学ベリオール・カレッジ卒業後、同大学に務め、1968年からはオリオル・カレッジ、1978からはベリオール・カレッジのフェローとチューターを務めた。のちジュネーヴ大学教授を経て、パリ第4大学教授、2006年から同大学名誉教授。
1987年イギリス学士院フェロー、1994年ベリオール・カレッジ名誉フェロー、1999年アメリカ芸術科学アカデミー外国人会員に選出された。2003年ジョン・ロック講義を担当した。2012年フンボルト大学ベルリンの名誉博士号を贈呈された。

## 著作

### 日本語訳
- 「アリストテレスの心の概念」高橋久一郎訳、『ギリシア哲学の最前線 2』井上忠；山本巍編訳、東京大学出版会、1986年、国立国会図書館書誌ID:000001792947、ISBN 9784130100205
- 『懐疑主義の方式』ジュリア・アナスと共著、藤沢令夫監修、金山弥平訳、岩波書店、1990年、ISBN 9784000003315
  - 『古代懐疑主義入門』ジュリア・アナスと共著、金山弥平訳、岩波書店〈岩波文庫〉、2015年、ISBN 9784003369814（上記の改訳を含む文庫版）
- 「古代哲学における議論の方法」木下昌巳訳、『古代ギリシア・ローマ哲学 ケンブリッジ・コンパニオン』デイヴィッド・セドレー（英語版）編著、内山勝利監訳、京都大学学術出版会、2009年、ISBN 9784876987863